# Bhadravarman I
Jaya Bhadravarman I (?-?) ou Phạm Hồ Đạt, est le roi du Royaume de Champā de la IIe dynastie Cham. Il règne de 380 à environ 413.